# Margarete van Biema
Margarete van Biema (* 11. August 1888 in Hannover; † 3. November 1953 in Brüssel) war eine deutsche Musikerin und Gesangslehrerin.

## Leben und Werk
Biema war eines von vier Kindern des Rechtsanwalts Adolf van Biema und Hedwig van Biema. In Hannover studierte sie Agnes Hundoeggers musikpädagogisch revolutionäre Tonika-Do-Methode und bestand 1913 die Prüfung für Gesangslehrerinnen an höheren Lehranstalten in Preußen. Von 1911 bis 1922 unterrichtete sie in Hildesheim an der privaten Elisabethschule, einem Mädchenpensionat für Töchter aus der adeligen und großbürgerlichen Gesellschaft sowie aus dem Ausland. Anschließend unterrichtete sie an dem Goethegymnasium Hildesheim, wo sie Musikunterricht in allen Klassen gab, den Schulchor und den Kinderchor der Frauenoberschule dirigierte und die Lauten- und Blockflötengruppen leitete. 1932 wurde ein von ihr geleitetes Chorkonzert in der Andreaskirche in Hildesheim in das katholische St. Bernward Krankenhaus übertragen.
1933 wurde sie nach dem Gesetz zur Wiederherstellung des Berufsbeamtentums § 3, Abs. 1, zum 1. Dezember 1933 in den Ruhestand versetzt. 1938 wurden von ihrer Familie in einem Bescheid über die Judenvermögensabgabe 3000 Reichsmark gefordert und vor ihrer Emigration im Herbst 1939 mussten sie ihre Wertgegenstände im Hildesheimer Leihamt unter Wert veräußern. Mit Hilfe eines Verwandten entkam Biema mit ihrer Mutter nach Brüssel, nachdem sie die Zustimmung des Oberschulrats, der Gemeinde-Steuerverwaltung, des Finanzamtes und der Gestapo erbitten musste, auch um weiter ihre Pension von 100 Mark in Belgien zu erhalten. In Brüssel entzogen ihr die deutschen Behörden 1942 die deutsche Staatsbürgerschaft, stellten die Pensionszahlungen ein und leiteten ihre Eingaben über die Deutsche Botschaft nicht mehr weiter.
Biema überlebte als Einzige von vier Geschwistern. Ihre Schwester, die Künstlerin Carry van Biema, wurde 1942 in Auschwitz ermordet, Alfred van Biema, Reichsoberrat in Halle, wurde nach KZ Theresienstadt deportiert und Leopold van Biema (1880–1945), der Richter in Hildesheim gewesen war, starb im holländischen Exil.
Einige Wochen nach ihrem Tod würdigte die Goetheschule die Musiklehrerin mit einer großen Todesanzeige in der Hildesheimer Allgemeinen Zeitung.